# عمر اتزيلي
عمر اتزيلي (27 يوليو 1993 بحولون في إسرائيل - ) (بالعبرية: עומר אצילי‏) هو لاعب كرة قدم إسرائيلي في مركز الوسط. شارك مع منتخب إسرائيل تحت 21 سنة لكرة القدم. أما مع النوادي، فقد لعب مع بيتار القدس ونادي غرناطة وHapoel Rishon LeZion F.C. ‏ و نادي العين الإماراتي.

## وصلات خارجية
- عمر اتزيلي على موقع الاتحاد الأوربي (الإنجليزية)
- عمر اتزيلي على موقع إي إس بي إن إف سي (الإنجليزية)
- عمر اتزيلي على موقع قاعدة بيانات كرة القدم.إي يو (الإنجليزية)
- عمر اتزيلي على موقع ليكيب (الفرنسية)
- عمر اتزيلي على موقع ناشيونال فوتبول تيمز (الإنجليزية)
- عمر اتزيلي على موقع Soccerway.com (الإنجليزية)
- عمر اتزيلي على موقع عالم كرة القدم.نت (الإنجليزية)